# Liste der denkmalgeschützten Objekte in Buch in Tirol
Die Liste der denkmalgeschützten Objekte in Buch in Tirol enthält die 16 denkmalgeschützten, unbeweglichen Objekte der Tiroler Gemeinde Buch in Tirol.

## Denkmäler
| Foto |                 | Denkmal                                                                                   | Standort                                     | Beschreibung | Metadaten |
| ---- | --------------- | ----------------------------------------------------------------------------------------- | -------------------------------------------- | --- | --- |
| ja   | Datei hochladen | Tufterhof HERIS-ID: 39031 Objekt-ID: 38733 TKK: 13968                                     | Buch 1 Standort KG: Buch                     | Hof aus dem 18. Jahrhundert an der Westgrenze zu Schwaz. | BDA-Hist.: Q37986531 Status: Bescheid Stand der BDA-Liste: 2025-06-30 Name: Tufterhof GstNr.: 1298 Tufterhof, Buch in Tirol                         |
| ja   | Datei hochladen | Ansitz HERIS-ID: 90907 Objekt-ID: 105615 TKK: 13979                                       | Maurach 309 Standort KG: Buch                | Der Ansitz ist ein ursprünglich spätromanischer Turm, der mit seinen zwei Geschoßen in die 1. Hälfte des 14. Jahrhunderts zu datieren ist. Der unverputzte Bau hat etwa 1 m dicke Mauern aus lagig gesetzten Feldsteinen mit Fugennetz und behauenen Quadern an den Hausecken. Ursprünglich erfolgte der Zugang durch ein Rundbogentüre mit schweren Gewändesteinen als Hocheinstieg an der Ostseite, die Türe ist heute vermauert. Mit einem Lichtschlitz an der Ostseite und einem Gewändefragment an der Nordseite gibt es noch Reste zweier weiterer originaler Maueröffnungen. Die komplette Umgestaltung in ein bescheidenes bäuerliches Wohnhaus erfolgte vermutlich in der 1. Hälfte des 19. Jahrhunderts, eventuell bereits früher wurden innen die Geschoßhöhen abgeändert und dabei die mittelalterlichen Balkendecken entfernt. | BDA-Hist.: Q37750505 Status: Bescheid Stand der BDA-Liste: 2025-06-30 Name: Ansitz GstNr.: 1058                                                     |
| ja   | Datei hochladen | Sog. Lehrerhaus von Rotholz HERIS-ID: 104705 Objekt-ID: 121577 TKK: 115577                | Rotholz 353 Standort KG: Buch                | Das Haus an der westlichen Zufahrt zum Gelände der Landwirtschaftlichen Landeslehranstalt Rotholz wurde im ersten Viertel des 20. Jahrhunderts anstelle eines Vorgängerbaus errichtet. Das zweigeschoßige gemauerte Wohngebäude mit Satteldach weist Fassaden mit regelmäßiger Fenstergliederung, Klappjalousien und Holzbalkonen auf, die in der Gestaltung am Heimatstil orientiert sind. | BDA-Hist.: Q37801688 Status: § 2a Stand der BDA-Liste: 2025-06-30 Name: Sog. Lehrerhaus von Rotholz GstNr.: 1160                                    |
| BW   | Datei hochladen | Villa Grützner samt Stützmauern der Gartenanlage HERIS-ID: 90914 TKK: 13984seit 2022      | Rotholz 372 Standort KG: Buch                | Die Villa Grützner wurde im Jahr 1892 unterhalb der Ruine Rottenburg für den Genremaler Eduard Grützner (1846-1925) als Sommerhaus erbaut, mit bauzeitlichen Stützmauern und einer parkähnlich terrassierter Gartenanlage. Die Villa in den Formen der deutschen Renaissance ist weitgehend unverändert erhalten geblieben. | BDA-Hist.: Q105810151 Status: Bescheid Stand der BDA-Liste: 2025-06-30 Name: Villa Grützner samt Stützmauern der Gartenanlage GstNr.: 1141/6        |
| ja   | Datei hochladen | Kath. Pfarrkirche hl. Margaretha HERIS-ID: 55317 Objekt-ID: 63928 TKK: 13960              | Sankt Margarethen 102 Standort KG: Buch      | Die Pfarrkirche steht auf einem aus dem Tal aufragenden Felskopf. Das Langhaus ist im Kern gotisch und wurde nach einem Brand im Jahr 1811 um zwei Joche nach Westen verlängert. Der im unteren Teil gotische Nordturm trägt einen Zwiebelhelm aus dem Jahr 1838. Die Deckenmalereien wurden 1824 von Johann Endfelder geschaffen. Der Hochaltar und die Seitenaltäre sind spätklassizistisch. | BDA-Hist.: Q38064616 Status: § 2a Stand der BDA-Liste: 2025-06-30 Name: Kath. Pfarrkirche hl. Margaretha GstNr.: 1535 St. Margaretha, Buch in Tirol |
| ja   | Datei hochladen | Widum St. Margareten HERIS-ID: 55318 Objekt-ID: 63929 TKK: 13967                          | Sankt Margarethen 102 Standort KG: Buch      | Der zweigeschoßige Pfarrhof mit Krüppelwalmdach stammt vom Ende des 18. Jahrhunderts. | BDA-Hist.: Q38064627 Status: § 2a Stand der BDA-Liste: 2025-06-30 Name: Widum St. Margareten GstNr.: 1533                                           |
| ja   | Datei hochladen | Alter Friedhof und Kapelle HERIS-ID: 90775 Objekt-ID: 105480 TKK: 13961, 141369           | Sankt Margarethen 102 Standort KG: Buch      | Der vermutlich im 16. Jahrhnudert angelegte Friedhof wurde 1975/1976 nach Westen erweitert. Er umgibt die Kirche auf allen Seiten und wird von einer Mauer mit pfeilergeschmücktem Portal eingefasst. Die Totenkapelle westlich der Kirche wurde um 1825 erbaut. Die Kapelle mit steilem Satteldach und geradem Chorschluss ist an der Nordseite durch einen Zubau erweitert. Das Innere ist ein rechteckiger, einschiffiger Raum mit gerader Decke. Die Wände sind durch gemalte Pilaster über Sockelband gegliedert und mit Fresken dekoriert, die Johann Endfelder zugeschrieben werden. An der Altarwand finden sich Darstellungen der hll. Barbara und Michael in rundbogigem Rocaillenrahmen, an der Decke ein vierpassförmiges Fresko des Auferstandenen. Der Altar ohne Bild entstand um 1780.                                      | BDA-Hist.: Q37749453 Status: § 2a Stand der BDA-Liste: 2025-06-30 Name: Alter Friedhof und Kapelle GstNr.: 1535 Friedhof Buch in Tirol              |
| ja   | Datei hochladen | Nischenbildstock am Weg zur Kirche HERIS-ID: 90776 Objekt-ID: 105481 TKK: 13965           | Sankt Margarethen 102, bei Standort KG: Buch | Der gemauerte Nischenbildstock mit Satteldach ist in die Friedhofsmauer eingebunden. In der segmentbogig geschlossenen Nische befindet sich eine gemalte Darstellung des Schmerzensmannes. Anmerkung: Standortangabe näherungsweise. | BDA-Hist.: Q37749490 Status: § 2a Stand der BDA-Liste: 2025-06-30 Name: Nischenbildstock am Weg zur Kirche GstNr.: 1532                             |
| ja   | Datei hochladen | Kriegerdenkmal HERIS-ID: 90777 Objekt-ID: 105482 TKK: 13966                               | Sankt Margarethen 102, vor Standort KG: Buch | Das erste Kriegerdenkmal von 1924 hatte eine Bronzegussskulptur einer weiblichen Figur mit Tiroler Adler, die 1942 eingeschmolzen und durch ein Kruzifix ersetzt wurde. 1975/1976 wurde das Denkmal unter Beibehaltung des offenen Treppenaufgangs und der rückwärtigen Natursteinmauer neu gestaltet. Im Zentrum steht ein massiges Kreuz aus rotem Kunsstein mit dem stilisierten Relief eines Schmerzensmannes, das von Hartwig Karl Unterberger geschaffen wurde. Dahinter in die Mauer eingelassen sind vier Eisenplatten mit den Namen der Gefallenen beider Weltkriege. | BDA-Hist.: Q37749522 Status: § 2a Stand der BDA-Liste: 2025-06-30 Name: Kriegerdenkmal GstNr.: 1532                                                 |
| ja   | Datei hochladen | Alte Ortnerkapelle am Reiterköpfl HERIS-ID: 90412 Objekt-ID: 105098 TKK: 14813            | Standort KG: Buch                            | Die Kapelle am Reiterköpfl wurde 1856 auf Initiative von Simon Ortner, Gemeindevorsteher von Schlitters, errichtet. Die einjochige Kapelle mit geradem Chorschluss ist in Ständerbauweise gezimmert und mit einem brettergedeckten Satteldach abgeschlossen. Seit dem Bau der neuen Reiterköpflkapelle 1979 in direkter Nähe wird sie nicht mehr als Andachtsraum genutzt. Anmerkung: Standortangabe eventuell näherungsweise. | BDA-Hist.: Q37747001 Status: § 2a Stand der BDA-Liste: 2025-06-30 Name: Alte Ortnerkapelle am Reiterköpfl GstNr.: 1200                              |
| ja   | Datei hochladen | Notburgabildstock am Weg zur Ruine HERIS-ID: 90911 Objekt-ID: 105619 TKK: 13942           | Standort KG: Buch                            | Der Bildstock ist mit 1895 bezeichnet, Die hölzerne Relieftafel der hl. Notburga stammt von Franz Knapp aus dem Jahre 1998. | BDA-Hist.: Q37750514 Status: § 2a Stand der BDA-Liste: 2025-06-30 Name: Notburgabildstock am Weg zur Ruine GstNr.: 1270                             |
| ja   | Datei hochladen | Kapelle hl. Antonius in Maurach HERIS-ID: 90916 Objekt-ID: 105624 TKK: 13992              | Maurach 260, bei Standort KG: Buch           | Die Kapelle ist neugotisch und weist im Inneren ein Kruzifix sowie ein Altarbild aus dem 18. Jahrhundert auf. | BDA-Hist.: Q37750524 Status: § 2a Stand der BDA-Liste: 2025-06-30 Name: Kapelle hl. Antonius in Maurach GstNr.: .154                                |
| ja   | Datei hochladen | Wallfahrtskapelle Mariae Heimsuchung Raffau HERIS-ID: 91017 Objekt-ID: 105728 TKK: 13941  | Standort KG: Buch                            | Die Kapelle wurde von 1861 bis 1863 in neugotischem Stil neu erbaut. Der Altar aus derselben Zeit enthält ein Bild von Mariae Heimsuchung aus dem Jahr 1727. | BDA-Hist.: Q37750970 Status: § 2a Stand der BDA-Liste: 2025-06-30 Name: Wallfahrtskapelle Mariae Heimsuchung Raffau GstNr.: .320                    |
| ja   | Datei hochladen | Kapelle hl. Notburga in der Ruine Rottenburg HERIS-ID: 91018 Objekt-ID: 105729 TKK: 14003 | Rotholz 371, südöstlich Standort KG: Buch    | Die Kapelle hl. Notburga in der Ruine Rottenburg wurde 1956 bis 1957 vom Architekten Josef Menardi erbaut. Das Fresko Notburgalegende malte der Maler Carl Rieder. Das Kruzifix schuf der Bildhauer Hans Buchgschwenter. | BDA-Hist.: Q37751000 Status: § 2a Stand der BDA-Liste: 2025-06-30 Name: Kapelle hl. Notburga in der Ruine Rottenburg GstNr.: 1183                   |
| ja   | Datei hochladen | Burgruine Rottenburg HERIS-ID: 58943 Objekt-ID: 69844 TKK: 15221                          | Standort KG: Buch                            | Die Rottenburg wurde 1149 urkundlich genannt und war der Stammsitz derer von Rottenberg. Sie wurde im 15. Jahrhundert von Herzog Sigmund ausgebaut. Heute sind nur noch wenige Reste erhalten. | BDA-Hist.: Q14549685 Status: § 2a Stand der BDA-Liste: 2025-06-30 Name: Burgruine Rottenburg GstNr.: 1183, 1196/2 Burgruine Rottenburg              |
| ja   | Datei hochladen | Wegkapelle hl. Johannes Nepomuk HERIS-ID: 39032 Objekt-ID: 38735 TKK: 14036               | Buch 12, neben Standort KG: Buch             | Die Kapelle im Weiler Buch stammt aus dem 18. Jahrhundert und enthält eine Figur des heiligen Johannes Nepomuk aus dieser Zeit. | BDA-Hist.: Q37986540 Status: Bescheid Stand der BDA-Liste: 2025-06-30 Name: Wegkapelle hl. Johannes Nepomuk GstNr.: .264                            |

## Ehemalige Denkmäler
| Foto |                 | Denkmal                                                | Standort                      | Beschreibung | Metadaten                                                                                                   |
| ---- | --------------- | ------------------------------------------------------ | ----------------------------- | --- | --- |
| ja   | Datei hochladen | Kapelle Maria Hilf Objekt-ID: 38736 TKK: 13981bis 2017 | Maurach 262 Standort KG: Buch | Ein hölzerner Vorgängerbau wurde laut Inschrift 1818 erbaut, der bestehende Mauerbau ist 1855 kartografisch dokumentiert, die Renovierung der Kapelle erfolgte inschriftlich im Jahre 1897. Die einjochige Kapelle mit dreiseitigem Chorschluss und Satteldach hat über der Apsis ein hölzernen Dachreiter mit Kegeldach. Die Kapelle ist an ihrer östlichen Giebelseite über ein Segmentbogenportal mit darüberliegendem, runden Oculus erschlossen, sie hat traufseitig je eine rundbogige Fensteröffnung. Im Inneren ein flaches Tonnengewölbe über einem Gesims, in der Apsis Rippenauflagen und Wappen. | BDA-Hist.: Q37986551 Status: Bescheid Stand der BDA-Liste: 2017-06-23 Name: Kapelle Maria Hilf GstNr.: 1127 |